# Мутацци, Лаура
Лау́ра Мута́цци (фр. Laure Mutazzi) — французская кёрлингистка.

## Команды
| Сезон   | Четвёртый    | Третий         | Второй         | Первый         | Запасной                                                   | Турниры            |
| ------- | ------------ | -------------- | -------------- | -------------- | ---------------------------------------------------------- | ------------------ |
| 1995—96 | Nadia Bénier | Оде Бенье      | Лаура Мутацци  | Татьяна Дюкро  |                                                            | ЧМЮ 1996 (9 место) |
| 1996—97 | Nadia Bénier | Оде Бенье      | Лаура Мутацци  | Стефани Жакказ | Сандрин Моран                                              | ЧМЮ 1997 (9 место) |
| 1997—98 | Оде Бенье    | Nadia Bénier   | Лаура Мутацци  | Татьяна Дюкро  | Фабьен Моран                                               | ЧЕ 1997 (13 место) |
| 1997—98 | Оде Бенье    | Лаура Мутацци  | Стефани Жакказ | Сандрин Моран  | Julie Berthet                                              | ЧМЮ 1998 (7 место) |
| 1998—99 | Оде Бенье    | Nadia Bénier   | Лаура Мутацци  | Фабьен Моран   | Татьяна Дюкро тренеры: Maurice Dupont-Roc, Андре Дюпон-Рок | ЧЕ 1998 (8 место)  |
| 1998—99 | Оде Бенье    | Лаура Мутацци  | Стефани Жакказ | Сандрин Моран  | Julie Berthet                                              | ЧМЮ 1999 (7 место) |
| 1999—00 | Оде Бенье    | Стефани Жакказ | Фабьен Моран   | Сандрин Моран  | Лаура Мутацци                                              | ЧМ 2000 (10 место) |

(скипы выделены полужирным шрифтом)